# Dohrniphora stuckenbergi
Dohrniphora stuckenbergi är en tvåvingeart som beskrevs av Ronald Henry Lambert Disney 2003. Dohrniphora stuckenbergi ingår i släktet Dohrniphora och familjen puckelflugor.
Artens utbredningsområde är Malawi. Inga underarter finns listade i Catalogue of Life.